# Hermann von Salza
Hermann von Salza je bil četrti veliki mojster tevtonskih vitezov, na položaju od leta 1201 do 1239, * okoli 1165, † 20. marec 1239.
Bil je izkušen diplomat z zvezami s Svetim rimskim cesarstvom in papežem in nadziral prodiranje Tevtonskega reda v Prusijo.

## Življenje
Hermann von Salza je bil rojen v dinastiji ministerialov turingijskih deželnih grofov, verjetno v gradu  Dryburg v Langensalzi. Z deželnim grofom Ludvikom III. Turingijskim je morda že sodeloval pri obleganju Akre leta 1189/1191, kjer je bil ustanovljen Tevtonski viteški red. Verjetno se je tudi pridružil turingijskemu deželnemu grofu Hermanu I. in henneberškemu grofu Otonu von Botenlaubnu na križarskem pohodu leta 1197 in bil priča kronanju jeruzalemskega kralja Amalrika II. Križarska vojna je bila po smrti cesarja Henrika VI. prekinjena. Tevtonski vitezi so bili po vojni ponovno ustanovljeni kot vojaški red pod vodstvom velikega mojstra Henrika Walpota von Bassenheima, da bi zavarovali osvojene posesti v  Sveti deželi. 
Natančen datum Hermannovega vstopa v red ni znan. V zapisih se je prvič pojavil kot veliki mojster ob kronanju grofa Ivana  Briennskega za jeruzalemskega kralja leta 1210. Kot tak je v prvem letu vladanja nekaj časa morda preživel v Sredozemlju. V tem obdobju so se dejavnosti viteškega reda razširile iz Španije v Livonijo.
Hermann je bil prijatelj in svetovalec cesarja Friderika II., katerega je od leta 1222 naprej zastopal kot posrednik v papeški kuriji. Papež Honorij III. je priznal Hermannove sposobnosti in Tevtonskemu viteškemu redu podelil enak status kot so ga imeli malteški vitezi (hospitalci) in templjarji, potem ko je red pod prejšnjimi velikimi mojstri izgubil svoj pomen.
Na zahtevo ogrskega kralja Andreja II. je Hermann leta 1211 vodil namestitev tevtonskih vitezov v Burzenlandu v Transilvaniji za obrambo pred Kumani. Zaradi pritožb ogrskih plemičev nad prisotnostjo reda so bili tevtonski vitezi leta 1225  prisiljeni oditi. Medtem je Hermann spremljal Friderika v peti križarski vojni proti Damietti leta 1219, Ivan Briennski pa ga je odlikoval za hrabrost. Hermann je kasneje prepričal Friderika, da se je lotil šeste križarske vojne. Delno je bil odgovoren tudi za Friderikovo poroko z Jolando, hčerko Ivana Briennskega.
Po vrnitvi v Evropo je Hermann pomagal končati  Friderikovo vojno s Papeško državo in odpraviti Friderikovo izobčenje. Zatem ga je Konrad I. Mazovski prosil za pomoč v boju proti poganskim Starim Prusom. Ko je Hermann pridobil papeževo in cesarjevo odobritev, so vitezi leta 1230 začeli svojo dolgotrajno kampanjo za pokristjanjevanje Prusije.
Hermannovi naslednji obiski pri papežu in cesarju so redu prinesli nove privilegije in darove. Uspelo mu je tudi doseči vključitev Livonskih bratov meča v Tevtonski red leta 1237. Kako pomembna je bila Hermannova vloga posrednika med papežem Gregorjem IX. in cesarjem je razvidno iz dejstva, da je bila s Hermannovo smrtjo prekinjena vsa komunikacija med Friderikom in papežem.
Znotraj Tevtonskega reda so vitezi začeli postajati nezadovoljni zaradi odsotnosti svojega velikega mojstra, zato so ga odpoklicali in zahtevali, da se umakne iz političnega življenja. De Salza se je leta 1238 umaknil v Salerno, kjer je naslednje leto umrl.